# Кардашівка (Сумський район)
Кардаші́вка —  село в Україні, у Сумській міській громаді Сумського району Сумської області. Населення становить 65 осіб. Колишній орган місцевого самоврядування — Стецьківська сільська рада.

## Географія
Село Кардашівка знаходиться за 1,5 км від правого берега річки Олешня. На відстані 1 км розташовані села Стецьківка та Шевченкове. По селу протікає пересихаючий струмок з греблею. Поруч проходить автомобільна дорога Н07.

## Історія
12 червня 2020 року, відповідно до розпорядження Кабінету Міністрів України № 723-р «Про визначення адміністративних центрів та затвердження територій територіальних громад Сумської області», село увійшло до складу Сумської міської громади.
19 липня 2020 року, в результаті адміністративно-територіальної реформи та ліквідації Сумського району(1923—2020), увійшло до складу новоутвореного Сумського району.